# جاي بي. ماثيوز
جاي بي. ماثيوز (بالإنجليزية: J. B. Matthews)‏ هو ناشط سلام أمريكي، ولد في 28 يونيو 1894 في هوبكينزفيل في الولايات المتحدة، وتوفي في 16 يوليو 1966.